# Cósima Wagner
Cosima Francesca Gaetana Wagner (Bellagio, 24 de diciembre de 1837-Bayreuth, 1 de abril de 1930) fue hija ilegítima del pianista y compositor húngaro Franz Liszt y la condesa y escritora Marie d'Agoult y fue la segunda esposa del compositor alemán Richard Wagner.

## Biografía

### Infancia y juventud
Nació en la vigilia de Navidad de 1837 en Bellagio, en el lago de Como (el lugar preciso y momentáneo del nacimiento fue sin embargo el albergue «Dell'Angelo», en Como) de la relación adúltera entre Liszt y la condesa francoalemana Marie d'Agoult. Tras la separación de los padres, Cosima y sus dos hermanos, Blandine (1835-1862) y Daniel (1839-1859), fueron confiados a los cuidados de la abuela paterna. El padre se interesó poco por ellos. El primer breve encuentro entre Cosima y Wagner tuvo lugar el 10 de octubre de 1853, cuando ella tenía solo 16 años.

### Hans von Bülow
En 1857, Cosima se casó con Hans von Bülow, famoso pianista y director de orquesta, alumno de Liszt y amigo de Wagner. El matrimonio, del cual nacieron dos hijas, Daniela von Bülow y Blandine von Bülow, fue dictado más por el deber del alumno hacia el maestro que por verdadero amor. Lo que unía a ambos era la pasión por el arte de Wagner.
La relación con Wagner, 24 años mayor que ella y ya casado también, se profundizó en 1862, hasta que los dos se hicieron amantes en el verano de 1864 en Múnich, mientras Wagner y los Von Bülow eran huéspedes del rey Luis II de Baviera. Hans von Bülow, devoto de Wagner hasta la autoanulación, aceptó la situación, reconociendo que Cosima no habría sido feliz con ningún otro, pero el escándalo por la relación fue una de las causas que llevaron al alejamiento de Wagner de Múnich en 1865. En este caso, Wagner se mostró poco generoso respecto a Luis, aprovechando la confianza del joven soberano y haciéndole creer deliberadamente que entre él y Cosima no había ninguna relación.

### Richard Wagner
El 10 de abril de 1865, nace la primera hija de la pareja, Isolde (1865-1919), oficialmente bautizada Von Bülow aunque probablemente engendrada por Wagner. Richard y Cosima tuvieron otros dos hijos, ambos nacidos antes de su boda, Eva Wagner (1867-1942) y Siegfried (1869-1930).
Richard y Cosima fueron a vivir juntos en 1866 a Triebschen, en una villa sobre el lago de Lucerna, en Suiza. Sin embargo, hasta 1870 no le concedió Hans el divorcio a Cosima, y ella pudo volver a casarse con Wagner el 25 de agosto de ese mismo año (la primera mujer de Wagner, Minna Planer, había muerto en 1866).
El matrimonio de Wagner y Cosima fue una unión feliz, y ella se dedicó al Maestro con absoluta fidelidad. A ella dedicó Richard el Idilio de Sigfrido, una composición para pequeña orquesta que fue ejecutada por primera vez en la villa de Tribschen, una mañana de Navidad, con gran sorpresa para Cosima.
Desde 1869 a 1883, llevó un diario de su vida privada en común; la última entrada está fechada el 12 de febrero de 1883, en Venecia: al día siguiente Wagner murió.

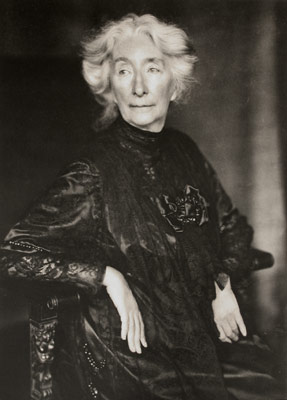
Cosima Wagner en una fotografía de 1905.

### Viuda de Wagner
Tras la muerte del marido, Cosima asumió la dirección del Festival de Bayreuth creado por Wagner para la representación de sus dramas, en un nuevo teatro personalmente proyectado y hecho construir en Bayreuth, donde él junto con la familia se habían trasladado en 1872. Su línea de conducta se basó en la estricta observancia de las tradiciones instauradas por el Maestro, impidiendo cualquier innovación y volviendo a proponer las viejas escenografías originales (que serían renovadas más tarde por decisión de Hitler en persona). Se le reconoce, sin embargo, el mérito de haber permitido que el Festival, fuertemente endeudado a la muerte de Wagner, sobreviviese y consolidase su reputación.
Ferviente antisemita, se relacionó con el pensador y escritor inglés Houston Stewart Chamberlain, autor de Los fundamentos del siglo XIX, y que acabó siendo su yerno al casarse en 1908 con Eva Wagner. En sus últimos años de vida, anciana y enferma, pasó la gestión del Festival a su único hijo varón, Siegfried Wagner, compositor y director de orquesta también él.
Murió en 1930 a la edad de 92 años, y fue sepultada en el jardín de la villa familiar, Haus Wahnfried, al lado de Wagner. Su hijo Siegfried murió cuatro meses después de un infarto y la sucesión del festival quedó a cargo de su viuda, la inglesa Winifred Wagner.

## Véase también

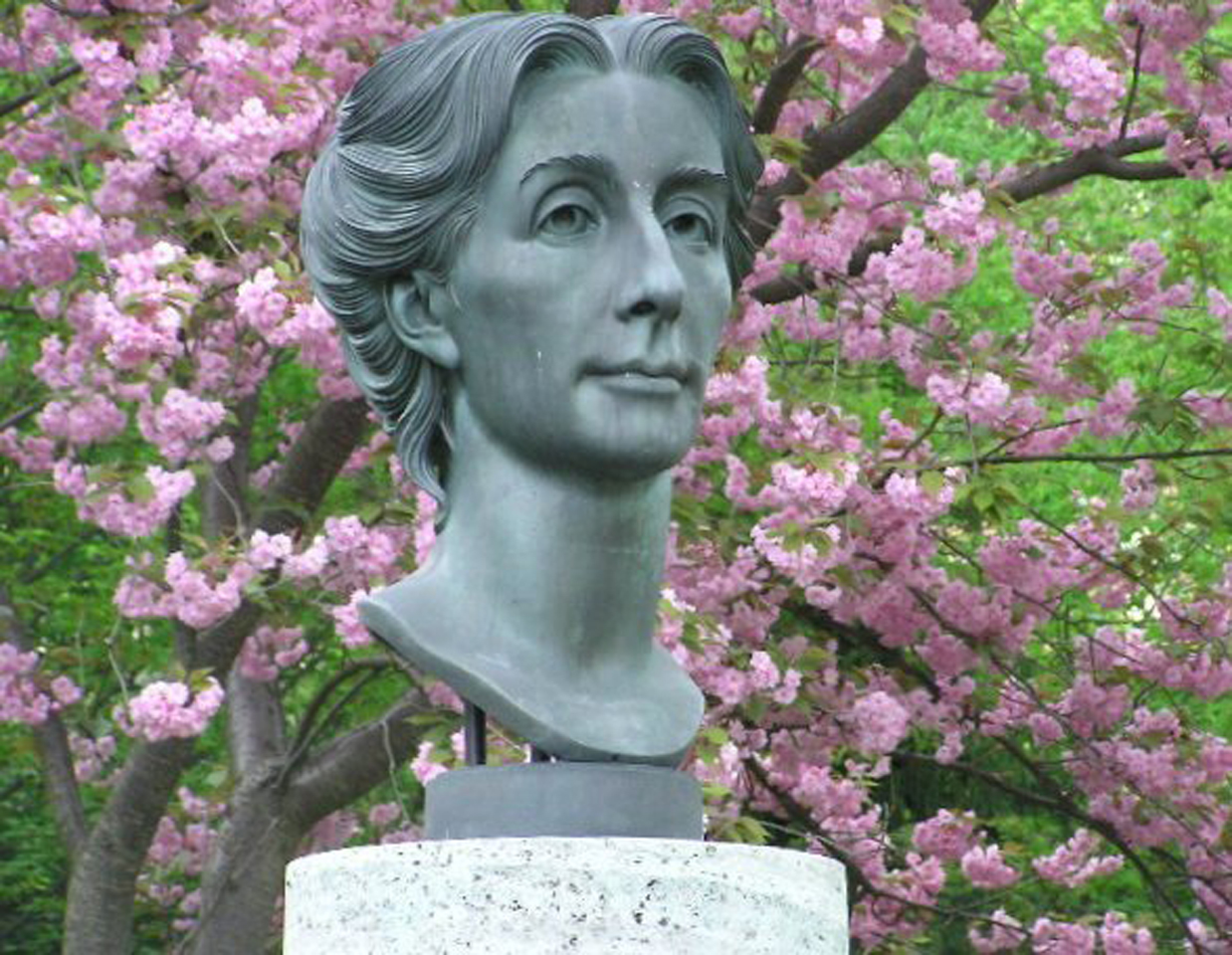
Busto de Cosima Wagner en el Bayreuth Festspielpark.